# Jaunciems
Jaunciems är en stadsdel i Lettlands huvudstad Riga, 11 km norr om stadens centrum. Jaunciems ligger 4 meter över havet och antalet invånare är 2 684.